# Francisco Aldao
Francisco Aldao, (Mendoza, Virreinato del Río de la Plata, 1787 - Mendoza, Argentina, 22 de septiembre de 1829) fue un militar argentino que participó en la campaña de José de San Martín a Chile y de las guerras civiles argentinas. Era hermano menor del caudillo José Félix Aldao.

## El Ejército de los Andes
Se enroló en el Regimiento de Granaderos a Caballo en 1815, incorporándose al Ejército de los Andes dirigido por José de San Martín.
Participó en la campaña independentista de Chile y combatió en las batallas de Chacabuco, Cancha Rayada y Maipú, siendo ascendido al grado de capitán.
Regresó a Mendoza en 1819, y se incorporó al Regimiento de Auxiliares de los Andes, que permanecía de guarnición en San Juan, a la espera de realizar la campaña al Perú.

## La anarquía de 1820
En enero de 1820 participó de la revolución dirigida por Mariano Mendizábal, uno de los primeros episodios de la llamada Anarquía del Año XX. Dos meses más tarde fue uno de los que arrestaron a Mendizábal.
A fines de ese año, como segundo del coronel Francisco Solano del Corro, invadió la provincia de La Rioja, con la aparente intención de dirigirse a Salta, a unirse a la guerra gaucha. Derrotaron al gobernador Francisco Ortiz de Ocampo en Los Colorados y tomaron la capital. Entró en conflicto con su jefe, por lo cual el comandante de los Llanos, Facundo Quiroga, se alió con Aldao contra Del Corro, que fue arrestado. Unos días más tarde, Quiroga regresó a la ciudad y expulsó a Aldao hacia Córdoba.
Tras pasar algunas semanas dirigiendo una montonera sin objetivos políticos por la provincia de Córdoba, se unió a las fuerzas del general chileno José Miguel Carrera. Acompañó a éste en su campaña a San Luis y Mendoza. Combatió en la batalla de Punta del Médano, tras la cual fue tomado prisionero.

## De Perú a Mendoza
Fue enviado al Perú, con la intención de que fuera juzgado junto con Mendizábal, por el general San Martín. Mendizábal fue condenado a muerte y ejecutado, pero Francisco Aldao fue salvado por el jefe de las guerrillas patriotas en la sierra peruana, su hermano José Félix Aldao, el ex fraile mercedario. Fue incorporado al ejército, en la guarnición de Lima. Tras la llegada del ejército de Simón Bolívar al Perú, combatió en la batalla de Ayacucho, que le valió el ascenso a coronel.
Regresó a Chile, donde se incorporó durante algunos meses en el ejército de ese país. Fue contratado por orden de Bernardino Rivadavia, para reunir tropas con que combatir contra Facundo Quiroga.
Tras reunir un escuadrón, pasó a Mendoza, donde se encontró con sus hermanos, aliados de Quiroga, que lo hicieron cambiar de idea. Se le propuso incorporarse al ejército para la guerra del Brasil, pero no aceptó.

## La revolución mendocina de 1829
En 1829 quedó a cargo de una división de las milicias provinciales en Mendoza, mientras su hermano José Félix dirigía la división mendocina en la batalla de La Tablada, contra las fuerzas unitarias del general José María Paz. Al llegar la noticia de la derrota – y también la falsa noticia de la muerte del general Aldao – los unitarios derrocaron al gobernador Juan Rege Corvalán y arrestaron a Francisco y José Aldao. Durante algo más de una semana, dominaron la provincia.
Pero entonces regresó el "fraile" Aldao, que se había repuesto de sus heridas en San Luis. El gobernador nombrado por los rebeldes, Rudecindo Alvarado, trató de negociar con él y liberó a sus hermanos. Pero el coronel Juan Agustín Moyano lo convenció de presentar resistencia a los Aldao.
El caudillo puso sitio a la ciudad de Mendoza, con la intención de obligarlos a rendirse. Pero no todos los jefes unitarios estaban de acuerdo, y los días horas pasaron sin solución alguna. El 22 de septiembre, el general Aldao envió a su hermano Francisco a negociar, pero en medio de las conversaciones, algunas avanzadas de Aldao iniciaron la batalla de Pilar.
Cuando Aldao derrotó a sus enemigos, se encontró con el cadáver de su hermano Francisco, ejecutado por los oficiales unitarios. Años más tarde, Domingo Faustino Sarmiento diría que había sido muerto por la artillería de su hermano, pero está claro que eso no es cierto. 
En respuesta, Aldao ordenó la matanza de casi todos los oficiales unitarios – incluido Moyano – en venganza por la violación del parlamento de Francisco Aldao. Fue la peor matanza ordenada por el caudillo, que más tarde llegaría a ser uno de los más sanguinarios personajes de la historia argentina.

## Muerte
En 1829 la montonera realista de los Hermanos Pincheira que asolaban los campos de Chile y Argentina se presentan en Mendoza, la ciudad es atacada por órdenes de uno de sus líderes el chileno Julián Hermosilla quien da muerte personalmente al célebre caudillo.